# 北海道道431号丘珠空港线
北海道道431号丘珠空港線（日语：北海道道431号丘珠空港線）是一條位於北海道札幌市東区内的普通道级道路（北海道道）。这条道路，与北海道道1137号丘珠空港东线一同组成札幌圏都市计划道路「丘珠空港通」的一部分。全線为札幌市管理路線。

## 路線数据
- 起点：北海道札幌市東区北37条東21丁目（＝北海道道1137号丘珠空港东线交点・丘珠空港）
- 終点：北海道札幌市東区北41条東1丁目（＝国道231号交点）
- 总長：3.2千米

## 经过的自治体
- 石狩振兴局
  - 札幌市（東区）

## 主要连接道路
- 札幌市
  - 北海道道1137号丘珠空港东线
  - 札幌市道9900号真駒内篠路線＝北41条東8丁目
  - 国道231号

## 沿線的主要设施
- 札幌市
  - 札幌コミュニティドーム＝荣町
  - 札幌市营地下铁东丰线荣町站＝北41条東16丁目

## 历史
- 1962年8月1日 路線勘定。